# Ley Orgánica Constitucional sobre Concesiones Mineras
Ley Orgánica Constitucional sobre Concesiones Mineras es una ley chilena de carácter orgánico constitucional que distingue dos tipos de concesiones mineras, de exploración o de explotación.
La ley fue propuesta en agosto de 1981 por Augusto Pinochet a la Junta de Gobierno, que actuaba como cuerpo legislativo de la dictadura militar. Fue aprobada el 7 de enero y rectificada el 22 y 23 de enero de 1982. José Piñera, quien fue ministro de Minería durante la dictadura militar, declaró que la Ley junto con el Código de Minería fueron hechas para dar "acceso libre" y "seguridad judicial" a los inversores privados.

## Contenido
Los artículos claves de la ley declaran que:
- Ambas concesiones, de exploración y explotación, son derechos reales e inmuebles, distintos e independientes del dominio del predio en la superficie (artículo 2).
- No hay ningún límite de profundidad en las concesiones (artículo 3).
- Los concesionarios mineros son los únicos facultados de catar y cavar dentro del terreno de la concesión. Se pueden establecer limitaciones con el fin de precaver daños al dueño del suelo o por interés público (artículo 7).
- Los concesionarios tienen que pagar patentes anuales al Estado, si no las concesiones serán rematadas (artículos 12 y 18).
- La concesión de exploración será cancelada si explotación es realizada por su titular (artículos 13 y 18).
- Los concesionarios tienen el derecho de establecer instalaciones en la superficie que sean pertinentes para la exploración o explotación de la concesión (artículo 8).
- Las concesiones de exploración no podrán tener una duración superior a cuatro años, mientras que las de explotación no tienen plazo definido (artículo 17).